# Pitatus (cráter)

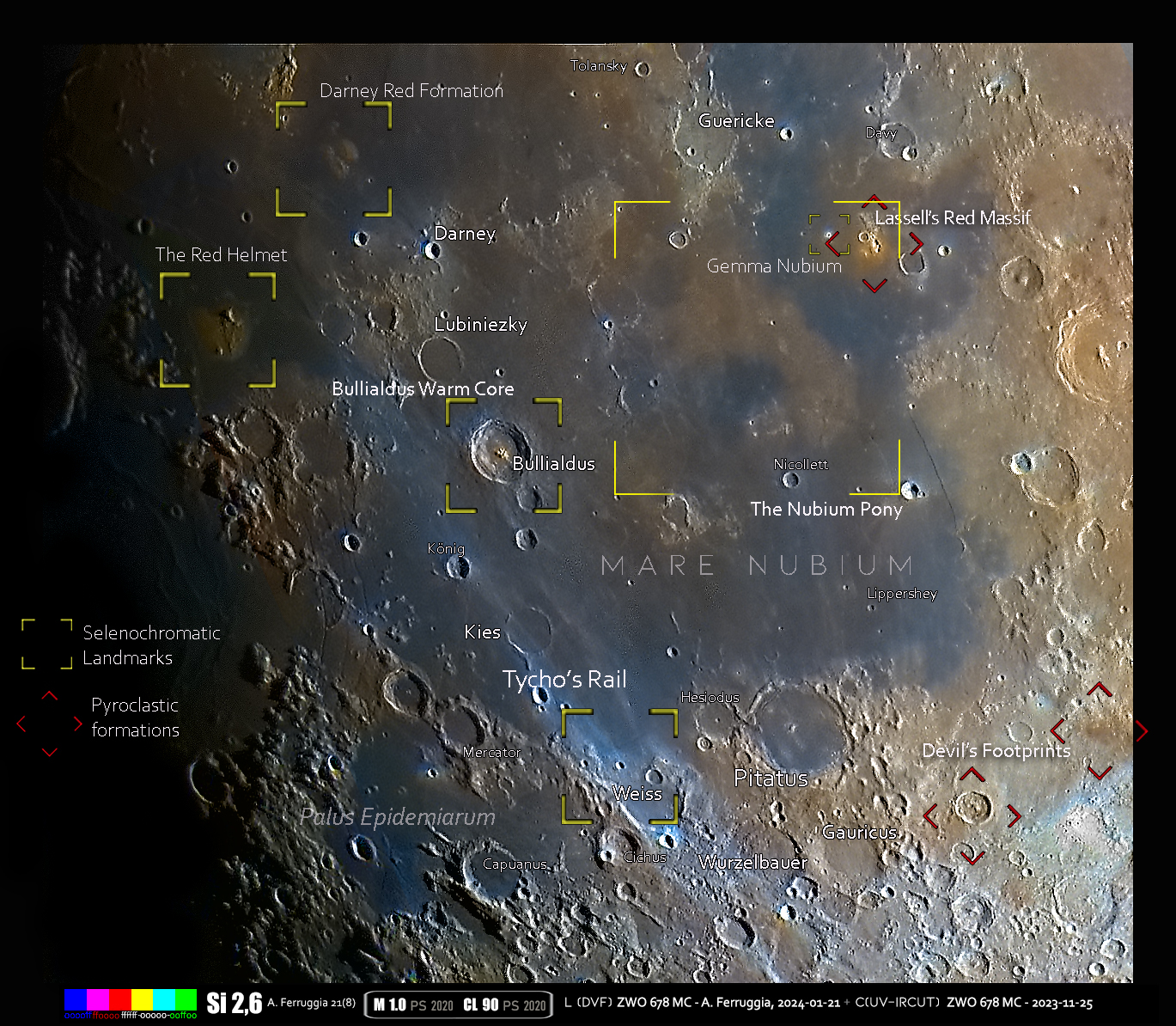
Área del cràter en formato selenocromatico

Pitatus es un antiguo cráter de impacto lunar, localizado en el extremo sur del Mare Nubium. Unido al borde noroeste se halla el cráter Hesiodus, con el que está unido por una hendidura estrecha. Al sur se encuentran los cráteres anexos Wurzelbauer y Gauricus.
|  |

La pared compleja de Pitatus está fuertemente desgastada, y ha sido invadida por flujos de lava. El borde es más bajo hacia el norte, donde la lava casi alcanza el Mare Nubium. Cerca del centro presenta un pico central bajo, algo desplazado al noroeste del centro. Este pico solo alcanza una altura de 0,5 km.
Pitatus es un cráter de suelo fracturado, lo que significa que fue inundado desde el interior por la intrusión de magma a través de grietas y aberturas. (Véanse también Gassendi y Posidonius, con características similares). El suelo del cráter inundado de lava contiene colinas bajas en el este y un sistema de grietas delgadas denominado Rimae Pitatus. El más grande y más espectacular de estos cañones sigue los bordes de las paredes internas, especialmente en los sectores norte y este. El suelo también contiene los rastros débiles de un antiguo sistema de marcas radiales.
Justo al norte de Pitatus, en el vecino mare, aparece el borde semienterrado de Pitatus S, cubierto en el pasado cuando se formó el Mare Nubium.

## Cráteres satélite

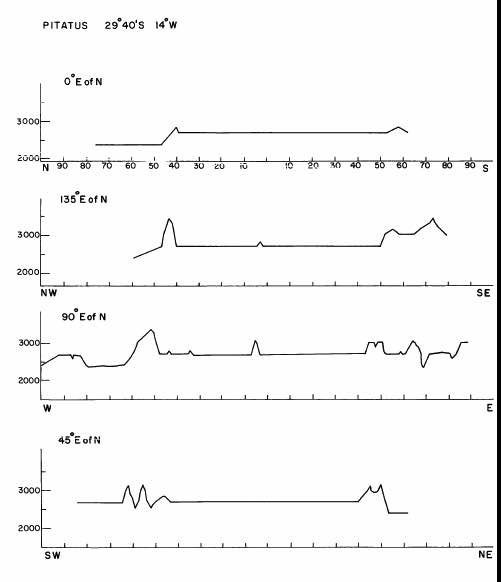
Perfiles transversales de Pitatus

Por convención estos elementos son identificados en los mapas lunares poniendo la letra en el lado del punto medio del cráter que está más cercano a Pitatus.
|         | \| Pitatus \| Coordenadas \| Diámetro \| \| ------- \| ------------------------------ \| -------- \| \| A \| 31°24′S 13°12′O / -31.4, -13.2 \| 7 km \| \| B \| 32°18′S 10°24′O / -32.3, -10.4 \| 16 km \| \| C \| 28°24′S 12°24′O / -28.4, -12.4 \| 12 km \| \| D \| 30°54′S 12°00′O / -30.9, -12.0 \| 10 km \| \| E \| 28°54′S 10°06′O / -28.9, -10.1 \| 6 km \| \| G \| 29°48′S 11°24′O / -29.8, -11.4 \| 18 km \| \| H \| 30°30′S 15°42′O / -30.5, -15.7 \| 15 km \| \| J \| 26°30′S 13°30′O / -26.5, -13.5 \| 5 km \| \| K \| 30°24′S 8°54′O / -30.4, -8.9 \| 6 km \| \| L \| 29°06′S 8°36′O / -29.1, -8.6 \| 5 km \| \| M \| 32°06′S 11°00′O / -32.1, -11.0 \| 14 km \| \| N \| 31°12′S 10°54′O / -31.2, -10.9 \| 21 km \| \| P \| 31°00′S 10°54′O / -31.0, -10.9 \| 16 km \| \| Q \| 30°30′S 10°48′O / -30.5, -10.8 \| 12 km \| \| R \| 31°06′S 14°36′O / -31.1, -14.6 \| 7 km \| \| S \| 27°18′S 14°00′O / -27.3, -14.0 \| 12 km \| \| T \| 29°24′S 11°12′O / -29.4, -11.2 \| 5 km \| \| V \| 28°54′S 11°42′O / -28.9, -11.7 \| 5 km \| \| W \| 27°54′S 11°12′O / -27.9, -11.2 \| 13 km \| \| X \| 28°24′S 11°36′O / -28.4, -11.6 \| 19 km \| \| Z \| 28°18′S 10°18′O / -28.3, -10.3 \| 25 km \| |          |
| Pitatus | Coordenadas | Diámetro |
| A       | 31°24′S 13°12′O / -31.4, -13.2 | 7 km     |
| B       | 32°18′S 10°24′O / -32.3, -10.4 | 16 km    |
| C       | 28°24′S 12°24′O / -28.4, -12.4 | 12 km    |
| D       | 30°54′S 12°00′O / -30.9, -12.0 | 10 km    |
| E       | 28°54′S 10°06′O / -28.9, -10.1 | 6 km     |
| G       | 29°48′S 11°24′O / -29.8, -11.4 | 18 km    |
| H       | 30°30′S 15°42′O / -30.5, -15.7 | 15 km    |
| J       | 26°30′S 13°30′O / -26.5, -13.5 | 5 km     |
| K       | 30°24′S 8°54′O / -30.4, -8.9 | 6 km     |
| L       | 29°06′S 8°36′O / -29.1, -8.6 | 5 km     |
| M       | 32°06′S 11°00′O / -32.1, -11.0 | 14 km    |
| N       | 31°12′S 10°54′O / -31.2, -10.9 | 21 km    |
| P       | 31°00′S 10°54′O / -31.0, -10.9 | 16 km    |
| Q       | 30°30′S 10°48′O / -30.5, -10.8 | 12 km    |
| R       | 31°06′S 14°36′O / -31.1, -14.6 | 7 km     |
| S       | 27°18′S 14°00′O / -27.3, -14.0 | 12 km    |
| T       | 29°24′S 11°12′O / -29.4, -11.2 | 5 km     |
| V       | 28°54′S 11°42′O / -28.9, -11.7 | 5 km     |
| W       | 27°54′S 11°12′O / -27.9, -11.2 | 13 km    |
| X       | 28°24′S 11°36′O / -28.4, -11.6 | 19 km    |
| Z       | 28°18′S 10°18′O / -28.3, -10.3 | 25 km    |